# Geocrinia sparsiflora
Geocrinia sparsiflora — вид безхвостих земноводних родини австралійські жаби (Myobatrachidae). Описаний у 2023 році.

## Поширення
Ендемік Австралії. Поширений на хребті Отвей і рівнинах біля його підніжжя на південному заході штату Вікторія.